# .pk
.pk (англ.  Pakistan) — национальный домен верхнего уровня для Пакистана. Регистрация доменов второго уровня в зоне PK была открыта с 20 июня 2006 года, ранее, с 2005 года, она была доступна только владельцам товарных знаков. Управляется компанией PKNIC Shared Registry System —  Пакистан.
При возникновении споров поправки правил PKNIC Shared Registry System относительно общих правил Единой политики рассмотрения споров о доменных именах UDRP (Uniform Domain Name Dispute Resolution Policy), принятой ICANN (Internet Corporation for Assigned Names and Numbers) имеют более высший приоритет.
На начало 2014 года зарегистрировано до 580 000 доменов в доменной зоне .pk.
Национальный домен верхнего уровня — PK — используется как национальный домен верхнего уровня в стандартах административно-территориального деления территории государства ISO 3166 — (ISO 3166-1, ISO 3166-2, ISO 3166-2:PK) в качестве кода Alpha2, образующего основу геокода административно-территориального деления административно-территориальных единиц Пакистана.

## Требования к регистрируемым доменам
Домены, регистрируемые в доменной зоне .pk, должны соответствовать требованиям, предъявляемым регистратором к доменам второго, третьего уровня.

- Максимальная длина имени — не более 63 символов (без учёта домена pk), общая максимальная длина не более — 67 символов, включая домен .pk и приставку www перед именем.[1]
- Минимальная длина имени — не менее 4 символов.[1]
- Разрешена регистрация домена 3 уровня, состоящего из одного символа (a.com.pk, z.org.pk и т. п.).
- Не допускается регистрация коротких имён доменов (4 символа), состоящих в основном из доменов 3 уровня (coms.pk, comm.pk, nets.pk, net2.pk, govs.pk и т. п.).[1]
- Запрещена регистрация зарезервированных доменов второго уровня.
- Запрещена регистрация доменов 3 уровня, образованных сочетанием символов, образующих зарезервированные имена — pk, com, net, org, gov, fm, biz, web, edu, gog, gob, gop, gps, gok, gkp (pk.com.pk, net.com.pk, com.com.pk, gov.com.pk и т. п.).
- Имя домена не может начинаться с тире (—, -).
- Имя домена не может содержать последовательность двух тире подряд (- -, — -, — —, — —).

## Домены 1 уровня
| Домен | Регламентированные пользователи |
| ----- | ------------------------------- |
| .pk   | Основной домен первого уровня   |

## Домены 2 уровня
| Домен   | Регламентированные пользователи                                      |
| ------- | -------------------------------------------------------------------- |
| .com.pk | Коммерческие учреждения, предприятия, индивидуальные предприниматели |
| .net.pk | Организации, связанные с деятельностью в сети интернета              |
| .org.pk | Некоммерческие организации                                           |
| .fam.pk | Семейные, частные лица                                               |
| .biz.pk | Коммерческие учреждения, предприятия, рекламные агентства            |
| .web.pk | Web Sites                                                            |
| .edu.pk | Образовательные учреждения                                           |
| .gov.pk | Государственные учреждения Пакистана                                 |
| .gob.pk | Государственные учреждения провинции Белуджистан                     |
| .gog.pk | Государственные учреждения территории Гилгит-Балтистан               |
| .gkp.pk | Государственные учреждения провинции Хайбер-Пахтунхва                |
| .gop.pk | Государственные учреждения провинции Пенджаб                         |
| .gos.pk | Государственные учреждения провинции Синд                            |
| .gok.pk | Государственные учреждения территории Азад Кашмир                    |